# Tenchen Glacier
Der Tenchen Glacier ist ein Gletscher in der kanadischen Provinz British Columbia.

## Geographie
Der Tenchen Glacier liegt an der Ostflanke des Mount Edziza im Nordwesten von British Columbia innerhalb eines gewaltigen Kars, dessen oberer Rand die Ostseite des Gipfel-Kraters des Mount Edziza erreicht. Am Kopf des Tenchen Glacier gibt es Eisfälle, die über den Rand von 300 m hohen Klippen des durchbrochenen östlichen Kraterrands hängen; der Gipfelkrater ist von dauerhaftem Eis erfüllt.:21,175,177,179 Das Schmelzwasser des Tenchen Glacier nährt den Tenchen Creek, der in den Kakiddi Creek mündet.

## Name und Etymologie
Der Name des Gletschers wurde von der Geological Survey of Canada am 19. November 1979 vorgeschlagen und am 24. November 1980 offiziell anerkannt. Tenchen ist aus den Worten ten und chen der Sprache der Tahltan abgeleitet und bedeutet „Eis“ bzw. „schmutzig“, was sich auf die geröllbedeckte Oberfläche bezieht.

## Geologie
Das Tenchen-Kar ist das Ergebnis von Erosion, die einen Rundhöcker schrittweise abtrug, welcher wiederum durch eine explosive Eruption, die einen Teil des östlichen Kraterrandes wegsprengte, entstanden war. Durch Metasomatose modifizierte Gesteine des Zentralvulkans wie auch Lavaseen, die einst den Gipfelkrater füllten, sind im oberen Rand des Tenchen-Kars exponiert. Diese Gesteine sind Teil der Edziza-Formation, welche den zentralen Schichtvulkan des Mount Edziza bildet. Rutschungen am steilen oberen Rand des Kars und angrenzender Vorsprünge führten zur vollständigen Bedeckung des Tenchen Glacier mir Geröll.